# Tejo de Santibáñez de la Fuente

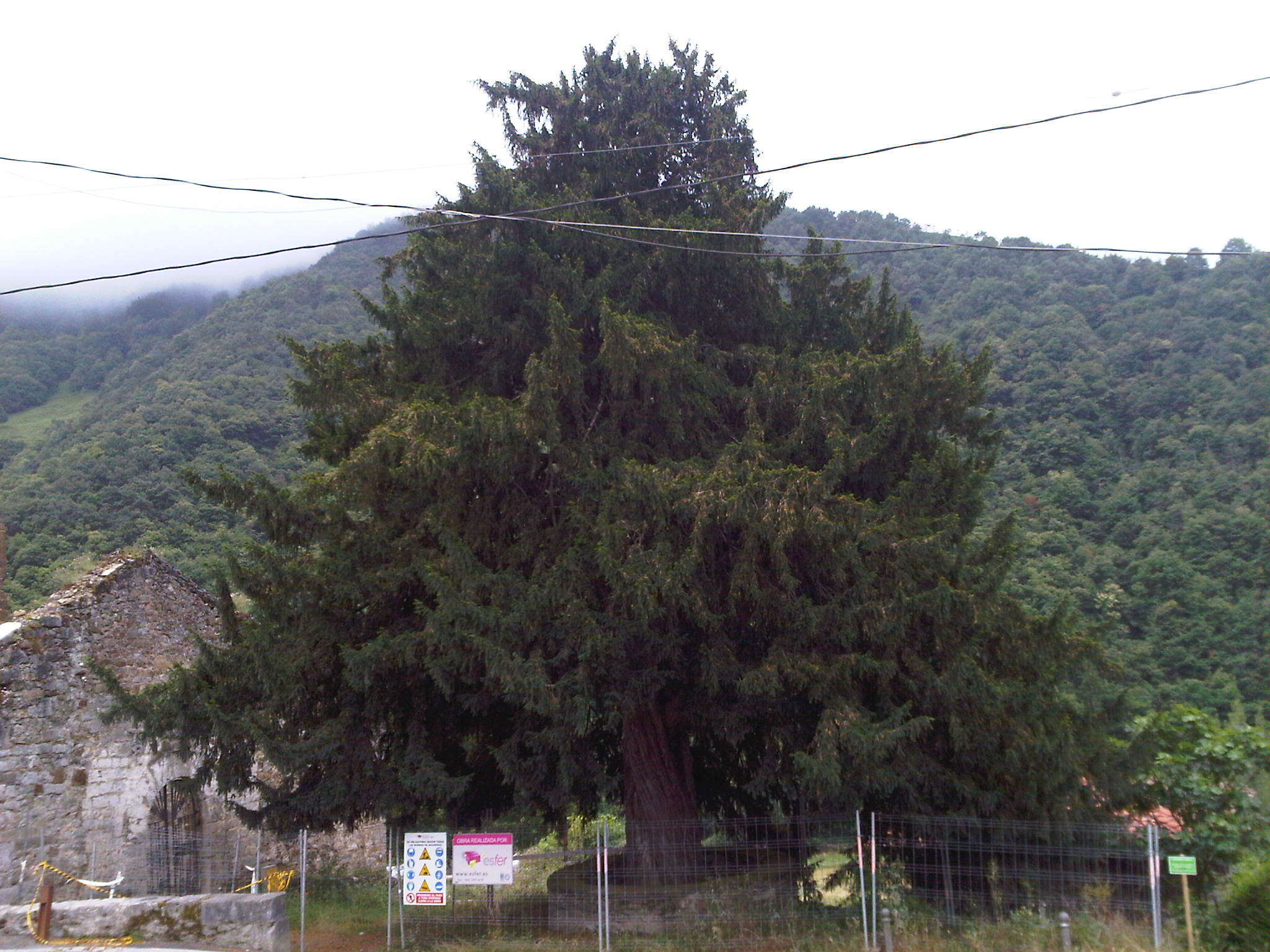
Tejo de Santibáñez

El tejo de Santibáñez de la Fuente es un árbol de la especie Taxus baccata que se encuentra en la localidad de Santibáñez de la Fuente en el concejo de Aller, Asturias, plantado en la plaza de la iglesia de San Juan de Riomiera, como solía suceder en estos casos el árbol era venerado por las comunidades antiguas, pues se le supone más de un milenio de edad, cosa que aprovechó la iglesia para edificar luego sus templos a su lado. 
Sus dimensiones son de 12 metros de altura, 15 m de envergadura y de 3,4 m de perímetro. Este tejo milenario fue declarado monumento natural el 27 de abril de 1995 por lo que está protegido e incluido en el plan de recursos naturales de Asturias.